# Albin Ekdal
Albin Ekdal (nascut el 28 de juliol de 1989 a Estocolm) és un futbolista professional suec que juga com a migcampista per la UC Sampdoria de la Serie A.

## Carrera de club

### Brommapojkarna
Albin Ekdal va començar la seva carrera professional amb el Brommapojkarna al començament de la temporada 2007 de l'Allsvenskan. Hi jugava principalment com a extrem dret, però també com a migcampista atacant o migcampista per la dreta.

### Juventus
El 23 de maig de 2008, va signar un contracte per quatre anys amb la Juventus FC. Ekdal havia refusat ofertes d'altres clubs com ara el Chelsea FC i l'Inter de Milà quan tenia tot just 16 i 17 anys a causa que el seu pare, el periodista Lennart Ekdal, deia que havia d'acabar els estudis primer. Ekdal va debutar a la Serie A el 18 d'octubre de 2008 en una derrota per 1–2 contra la SSC Napoli en un partit en què entrà com a suplent al minut 75, en substitució de Christian Poulsen.

### Siena
El 15 de juliol de 2009 l'A.C. Siena va obtenir els serveis d'Ekdal cedit per la Juventus FC per una temporada. En la seva única temporada amb el club, Ekdal va jugar molt bé, amb 27 partits i 1 gol, tot i que no va resultar suficient per evitar el descens. Al final de la temporada va ser repescat per la Juventus per fer un tour pels Estats Units i fou convocat per realitzar la pretemporada l'1 de juliol.

### Bologna
El 28 de juny de 2010 la Juventus FC va vendre el 50% dels seus drets sobre Ekdal al Bologna FC. Abans de cada temporada els clubs haurien de pactar en quin club jugarà la següent temporada. Amb el Bologna, es va fer ràpidament amb un lloc a l'onze titular.

### Cagliari
El 24 de juny, va retornar a la Juventus, però el 21 d'agost de 2011 va fitxar pel club Cagliari Calcio també de la Serie A.
El 28 de setembre de 2014, Ekdal va marcar un hat-trick en un partit que el Cagliari va guanyar per 4–1 contra l'Inter de Milà.

### Hamburger SV
El 18 de juliol de 2015, l'Hamburger SV alemany va contractar Ekdal des del Cagliari amb un contracte per quatre anys, i un traspàs de 4.5 milions d'euros, i un sou de 600.000 euros per temporada. Se li va assignar la samarreta amb el dorsal 20.

## Carrera com a internacional
Ekdal va debutar amb la selecció sueca el 10 d'agost de 2011 en un partit amistós contra Ucraïna. Va formar part de la selecció sueca que va disputar l'Eurocopa 2016.

## Vida personal
És fill de Lennart Ekdal, un guardonat periodista suec, personalitat de la televisió, i conegut per la seva tasca al diari Dagens Nyheter i la revista de finances Veckans Affärer, així com a presentador de xous de TV com ara Kalla fakta, Halvtid för Reinfeldt, Kvällsöppet med Ekdal & Hakelius i Hetluft.
Ekdal és des de petit seguidor del Djurgårdens IF i consideraria jugar al club d'Estocolm al final de la seva carrera.